# Categoría Primera A 2005
Die Categoría Primera A 2005, nach einem Sponsor Copa Mustang 2005 genannt, war eine aus Apertura und Finalización bestehende Spielzeit der höchsten kolumbianischen Spielklasse im Fußball der Herren. Die Apertura war die 61. und die Finalización die 62. Austragung der kolumbianischen Meisterschaft. Aufsteiger war Real Cartagena.
Meister der Apertura wurde Atlético Nacional und Meister der Finalización wurde Deportivo Cali. Für beide Mannschaften war es der achte Titel. Absteiger war Unión Magdalena.

## Modus
Es wurden zwei Meister ermittelt, einer für jede Halbserie. Jeder Halbserienmeister  war automatisch für die Copa Libertadores qualifiziert. Ein dritter Platz wurde an den Verein vergeben, der nach der Zusammenzählung aller Punkte und Tore der Phasen 1 und 2 der ersten und der zweiten Halbserienmeisterschaft am höchsten stand. Sollte ein Verein beide Halbserienmeisterschaften gewinnen, so würde der zweite Teilnehmer an der Libertadores nach demselben Verfahren ausgewählt wie der dritte Teilnehmer. Die beiden Teilnehmer an der Copa Sudamericana wurde nach demselben Schema ermittelt wie der dritte Libertadores-Teilnehmer: die Vereine, die in der Gesamtjahreswertung hinter diesem standen, waren qualifiziert.
Ein direkter Absteiger in die Categoría Primera B wurde durch eine gesonderte Abstiegstabelle bestimmt, die aus dem Durchschnitt der vergangenen drei Spielzeiten ermittelt wurde.

## Teilnehmer
Die folgenden Vereine nahmen an den beiden Halbserien der Spielzeit 2005, Apertura und Finalización teil. Bogotá Chicó zog vor Beginn der Spielzeit von Bogotá nach Tunja und wurde in Boyacá Chicó umbenannt.
| Mannschaft             | Stadt        | Departamento    | Stadion                        | erste Saison in der Primera A |
| ---------------------- | ------------ | --------------- | ------------------------------ | ----------------------------- |
| América de Cali        | Cali         | Valle del Cauca | Pascual Guerrero               | 1948                          |
| Atlético Bucaramanga   | Bucaramanga  | Santander       | Alfonso López                  | 1949                          |
| Atlético Huila         | Neiva        | Huila           | Guillermo Plazas Alcid         | 1993                          |
| Atlético Nacional      | Medellín     | Antioquia       | Atanasio Girardot              | 1948                          |
| Boyacá Chicó           | Tunja        | Boyacá          | La Independencia               | 2004                          |
| Deportes Quindío       | Armenia      | Quindio         | Centenario                     | 1952                          |
| Deportes Tolima        | Ibagué       | Tolima          | Manuel Murillo Toro            | 1955                          |
| Deportivo Cali         | Cali         | Valle del Cauca | Pascual Guerrero               | 1948                          |
| Deportivo Pasto        | Pasto        | Nariño          | Departamental Libertad         | 1999                          |
| Deportivo Pereira      | Pereira      | Risaralda       | Hernán Ramírez Villegas        | 1949                          |
| Envigado FC            | Envigado     | Antioquia       | Polideportivo Sur              | 1992                          |
| Independiente Medellín | Medellín     | Antioquia       | Atanasio Girardot              | 1948                          |
| Junior                 | Barranquilla | Atlántico       | Metropolitano Roberto Meléndez | 1948                          |
| Millonarios            | Bogotá D.C.  | Bogotá          | El Campín                      | 1948                          |
| Once Caldas            | Manizales    | Caldas          | Palogrande                     | 1948                          |
| Real Cartagena         | Cartagena    | Bolívar         | Pedro de Heredia               | 1971                          |
| Santa Fe               | Bogotá D.C.  | Bogotá          | El Campín                      | 1948                          |
| Unión Magdalena        | Santa Marta  | Magdalena       | Eduardo Santos                 | 1950                          |

## Apertura
In der ersten Phase spielten alle 18 Mannschaften im Ligamodus einmal gegeneinander, zusätzlich gab es einen Spieltag mit Clásicos, an dem Spiele mit Derby-Charakter ausgetragen wurden. Die ersten acht Mannschaften qualifizierten sich für die Finalrunde, die aus zwei Vierer-Gruppen bestand, deren beiden Sieger den Meister ermittelten.

### Ligaphase

#### Tabelle
| Pl. | Verein                 | Sp. | S  | U | N  | Tore    | Diff. | Punkte |
| --- | ---------------------- | --- | -- | - | -- | ------- | ----- | ------ |
| 1.  | Atlético Nacional      | 18  | 10 | 6 | 2  | 036:190 | +17   | 36     |
| 2.  | Santa Fe               | 18  | 7  | 7 | 4  | 020:160 | +4    | 28     |
| 3.  | Envigado FC            | 18  | 7  | 6 | 5  | 020:220 | −2    | 27     |
| 4.  | Deportes Tolima        | 18  | 8  | 3 | 7  | 022:230 | −1    | 27     |
| 5.  | Deportivo Cali         | 18  | 7  | 6 | 5  | 024:180 | +6    | 27     |
| 6.  | Atlético Huila         | 18  | 7  | 6 | 5  | 016:120 | +4    | 27     |
| 7.  | Independiente Medellín | 18  | 8  | 7 | 3  | 022:230 | −1    | 31     |
| 8.  | Once Caldas            | 18  | 6  | 8 | 4  | 021:170 | +4    | 26     |
| 9.  | Deportivo Pasto        | 18  | 6  | 8 | 4  | 022:210 | +1    | 26     |
| 10. | Junior (M)             | 18  | 7  | 4 | 7  | 026:230 | +3    | 25     |
| 11. | América de Cali        | 18  | 6  | 6 | 6  | 024:260 | −2    | 24     |
| 12. | Real Cartagena (N)     | 18  | 7  | 3 | 8  | 018:200 | −2    | 24     |
| 13. | Boyacá Chicó           | 18  | 6  | 4 | 8  | 018:190 | −1    | 22     |
| 14. | Millonarios            | 18  | 4  | 9 | 5  | 025:330 | −8    | 21     |
| 15. | Atlético Bucaramanga   | 18  | 5  | 5 | 8  | 014:180 | −4    | 20     |
| 16. | Unión Magdalena        | 18  | 4  | 4 | 10 | 011:220 | −11   | 16     |
| 17. | Deportes Quindío       | 18  | 4  | 4 | 10 | 010:140 | −4    | 16     |
| 18. | Deportivo Pereira      | 18  | 2  | 8 | 8  | 015:220 | −7    | 14     |

| (M) | Meister Finalización 2004: Junior                           |
| (N) | Aufsteiger aus der Categoría Primera B 2004: Real Cartagena |

### Gruppenphase

#### Gruppe A
| Pl. | Verein                 | Sp. | S | U | N | Tore    | Diff. | Punkte |
| --- | ---------------------- | --- | - | - | - | ------- | ----- | ------ |
| 1.  | Atlético Nacional      | 6   | 4 | 2 | 0 | 011:500 | +6    | 14     |
| 2.  | Deportes Tolima        | 6   | 4 | 1 | 1 | 013:900 | +4    | 13     |
| 3.  | Independiente Medellín | 6   | 2 | 0 | 4 | 011:150 | −4    | 06     |
| 4.  | Deportivo Cali         | 6   | 0 | 1 | 5 | 006:120 | −6    | 01     |

#### Gruppe B
| Pl. | Verein         | Sp. | S | U | N | Tore    | Diff. | Punkte |
| --- | -------------- | --- | - | - | - | ------- | ----- | ------ |
| 1.  | Santa Fe       | 6   | 4 | 0 | 2 | 008:500 | +3    | 12     |
| 2.  | Envigado FC    | 6   | 3 | 2 | 1 | 009:600 | +3    | 11     |
| 3.  | Atlético Huila | 6   | 1 | 3 | 2 | 010:120 | −2    | 06     |
| 4.  | Once Caldas    | 6   | 0 | 3 | 3 | 006:100 | −4    | 03     |

### Finale
| Datum                                               |                   | Ergebnis |                   | Ort      |
| --------------------------------------------------- | ----------------- | -------- | ----------------- | -------- |
| 22.06.2005                                          | Santa Fe          | 0:0      | Atlético Nacional | Bogotá   |
| 26.06.2005                                          | Atlético Nacional | 2:1      | Santa Fe          | Medellín |
| Gesamt:                                             | Santa Fe          | 1:2      | Atlético Nacional |          |
| Damit wurde Atlético Nacional Meister der Apertura. |                   |          |                   |          |

### Torschützenliste
Bei gleicher Anzahl von Treffern sind die Spieler alphabetisch geordnet.
| Pl. | Spieler             | Mannschaft        | Tore |
| --- | ------------------- | ----------------- | ---- |
| 1.  | Víctor Aristizábal  | Atlético Nacional | 16   |
| 2.  | Edixon Perea        | Atlético Nacional | 15   |
| 3.  | Orlando Ballesteros | Envigado FC       | 14   |
| 3.  | Víctor Bonilla      | Deportes Tolima   | 14   |
| 3.  | Milton Rodríguez    | Deportivo Cali    | 14   |

## Finalización
In der ersten Phase spielten alle 18 Mannschaften im Ligamodus einmal gegeneinander, zusätzlich gab es einen Spieltag mit Clásicos, an dem Spiele mit Derby-Charakter ausgetragen wurden. Die ersten acht Mannschaften qualifizierten sich für die Finalrunde, die aus zwei Vierer-Gruppen bestand, deren beiden Sieger den Meister ermittelten.

### Ligaphase

#### Tabelle
| Pl. | Verein                 | Sp. | S | U | N  | Tore    | Diff. | Punkte |
| --- | ---------------------- | --- | - | - | -- | ------- | ----- | ------ |
| 1.  | Deportivo Cali         | 18  | 8 | 6 | 4  | 030:230 | +7    | 30     |
| 2.  | Independiente Medellín | 18  | 9 | 2 | 7  | 028:230 | +5    | 29     |
| 3.  | América de Cali        | 18  | 9 | 2 | 7  | 024:200 | +4    | 29     |
| 4.  | Deportivo Pereira      | 18  | 9 | 2 | 7  | 027:260 | +1    | 29     |
| 5.  | Junior                 | 18  | 9 | 2 | 7  | 022:270 | −5    | 29     |
| 6.  | Real Cartagena (N)     | 18  | 8 | 5 | 5  | 026:190 | +7    | 29     |
| 7.  | Once Caldas            | 18  | 8 | 5 | 5  | 025:210 | +4    | 29     |
| 8.  | Santa Fe               | 18  | 8 | 5 | 5  | 020:170 | +3    | 29     |
| 9.  | Deportes Tolima        | 18  | 8 | 3 | 7  | 024:180 | +6    | 27     |
| 10. | Atlético Bucaramanga   | 18  | 7 | 6 | 5  | 024:160 | +8    | 27     |
| 11. | Atlético Nacional (M)  | 18  | 6 | 8 | 4  | 022:160 | +6    | 26     |
| 12. | Deportivo Pasto        | 18  | 7 | 4 | 7  | 020:180 | +2    | 25     |
| 13. | Deportes Quindío       | 18  | 7 | 4 | 7  | 018:190 | −1    | 25     |
| 14. | Millonarios            | 18  | 7 | 3 | 8  | 022:210 | +1    | 24     |
| 15. | Envigado FC            | 18  | 5 | 6 | 7  | 020:220 | −2    | 21     |
| 16. | Atlético Huila         | 18  | 4 | 4 | 10 | 018:320 | −14   | 16     |
| 17. | Boyacá Chicó           | 18  | 3 | 6 | 9  | 012:240 | −12   | 15     |
| 18. | Unión Magdalena        | 18  | 0 | 7 | 11 | 015:350 | −20   | 07     |

| (M) | Meister Apertura 2005: Atlético Nacional                    |
| (N) | Aufsteiger aus der Categoría Primera B 2004: Real Cartagena |

### Gruppenphase

#### Gruppe A
| Pl. | Verein          | Sp. | S | U | N | Tore    | Diff. | Punkte |
| --- | --------------- | --- | - | - | - | ------- | ----- | ------ |
| 1.  | Deportivo Cali  | 6   | 3 | 2 | 1 | 010:600 | +4    | 11     |
| 2.  | Junior          | 6   | 3 | 1 | 2 | 007:800 | −1    | 10     |
| 3.  | Once Caldas     | 6   | 2 | 0 | 4 | 007:900 | −2    | 06     |
| 4.  | América de Cali | 6   | 1 | 3 | 2 | 008:900 | −1    | 06     |

#### Gruppe B
| Pl. | Verein                 | Sp. | S | U | N | Tore    | Diff. | Punkte |
| --- | ---------------------- | --- | - | - | - | ------- | ----- | ------ |
| 1.  | Real Cartagena         | 6   | 3 | 1 | 2 | 009:600 | +3    | 10     |
| 2.  | Independiente Medellín | 6   | 3 | 1 | 2 | 009:700 | +2    | 10     |
| 3.  | Santa Fe               | 6   | 2 | 2 | 2 | 006:800 | −2    | 08     |
| 4.  | Deportivo Pereira      | 6   | 2 | 0 | 4 | 008:110 | −3    | 06     |

### Finale
| Datum                                                |                | Ergebnis |                | Ort       |
| ---------------------------------------------------- | -------------- | -------- | -------------- | --------- |
| 14.12.2005                                           | Real Cartagena | 0:2      | Deportivo Cali | Cartagena |
| 20.12.2006                                           | Deportivo Cali | 1:0      | Real Cartagena | Cali      |
| Gesamt:                                              | Real Cartagena | 0:3      | Deportivo Cali |           |
| Damit wurde Deportivo Cali Meister der Finalización. |                |          |                |           |

### Torschützenliste
Bei gleicher Anzahl von Treffern sind die Spieler alphabetisch geordnet.
| Pl. | Spieler            | Mannschaft        | Tore |
| --- | ------------------ | ----------------- | ---- |
| 1.  | Jámerson Rentería  | Real Cartagena    | 12   |
| 1.  | Hugo Rodallega     | Deportivo Cali    | 12   |
| 3.  | Víctor Aristizábal | Atlético Nacional | 9    |
| 3.  | Jorge Díaz Moreno  | Atlético Huila    | 9    |
| 3.  | Blas Pérez         | Deportivo Cali    | 9    |

## Gesamttabelle
Für die Reclasificación wurden alle Spiele der Spielzeit 2005 sowohl der Ligaphase als auch der Finalrunde zusammengezählt, um die weiteren Teilnehmer neben den jeweiligen Meistern der Halbserien an den kontinentalen Wettbewerben zu ermitteln.
| Pl. | Verein                 | Sp. | S  | U  | N  | Tore    | Diff. | Punkte |
| --- | ---------------------- | --- | -- | -- | -- | ------- | ----- | ------ |
| 1.  | Atlético Nacional      | 44  | 21 | 17 | 6  | 071:410 | +30   | 80     |
| 2.  | Santa Fe               | 50  | 21 | 15 | 14 | 054:480 | +6    | 78     |
| 3.  | Deportivo Cali         | 50  | 20 | 15 | 15 | 073:590 | +14   | 75     |
| 4.  | Independiente Medellín | 48  | 22 | 6  | 20 | 070:680 | +2    | 72     |
| 5.  | Deportes Tolima        | 42  | 18 | 13 | 11 | 058:410 | +17   | 67     |
| 6.  | Once Caldas            | 48  | 16 | 16 | 16 | 059:570 | +2    | 64     |
| 7.  | Junior                 | 42  | 19 | 7  | 16 | 055:580 | −3    | 64     |
| 8.  | Real Cartagena         | 44  | 18 | 9  | 17 | 053:480 | +5    | 63     |
| 9.  | Envigado FC            | 42  | 15 | 14 | 13 | 062:520 | +10   | 59     |
| 10. | América de Cali        | 42  | 16 | 11 | 15 | 056:550 | +1    | 59     |
| 11. | Deportivo Pasto        | 36  | 13 | 12 | 11 | 042:390 | +3    | 51     |
| 12. | Deportivo Pereira      | 42  | 13 | 10 | 19 | 050:590 | −9    | 49     |
| 13. | Atlético Huila         | 42  | 12 | 13 | 17 | 044:560 | −12   | 49     |
| 14. | Atlético Bucaramanga   | 36  | 12 | 11 | 13 | 038:340 | +4    | 47     |
| 15. | Millonarios            | 36  | 11 | 12 | 13 | 047:540 | −7    | 45     |
| 16. | Deportes Quindío       | 36  | 11 | 8  | 17 | 032:510 | −19   | 41     |
| 17. | Boyacá Chicó           | 36  | 9  | 10 | 17 | 030:430 | −13   | 37     |
| 18. | Unión Magdalena        | 36  | 4  | 11 | 21 | 026:570 | −31   | 23     |

## Abstieg
Für die Abstiegstabelle wurden die Hin- und Rückserien der Jahre 2003, 2004 und 2005 zusammengezählt. Die jeweiligen Aufsteiger erhielten die Punktzahl der letzten nicht abgestiegenen Mannschaft des Vorjahrs. Direkter Absteiger war Unión Magdalena.